# Gongromastix angustipennis
Gongromastix angustipennis is een muggensoort uit de familie van de galmuggen (Cecidomyiidae). De wetenschappelijke naam van de soort is voor het eerst geldig gepubliceerd in 1902 door Gabriel Strobl.